# Podlasiei vajdaság
A Podlasiei vajdaság, (lengyelül: województwo podlaskie, belarusz nyelven: Падляскае ваяводства (Padljaszkaje vajavodsztva), litvánul: Palenkės vaivadija) Lengyelország 16 vajdasága közül az egyik közigazgatási egység. Az ország északkeleti részén terül el, Európa földrajzi központjában. A Narew folyó folyik át közepén, székhelye Białystok.
A vajdaság 1999-ben alakult az akkori közigazgatási reform részeként:
- a teljes Białystoki vajdaság,
- a Łomżai vajdaság csaknem egész területe és
- a Suwałki vajdaság néhány településének egyesítéséből

## Fekvése
A vajdaság a Podlasiei-alföld, a Suwałki-tóvidék és a Mazóviai-alföld területén fekszik. A vajdaságot az alábbi területek határolják:
- Fehéroroszország 260 km,
- Litvánia 100 km,
- Lublini vajdaság,
- Mazóviai vajdaság,
- Varmia-mazúriai vajdaság

### Városai
A Podlasiei vajdaságban 39 város van, ezekből 3 járási jogú. Az alábbi felsorolás a GUS (lengyel Központi Statisztikai Hivatal) 2005. december 31-i népességi adatai szerint rendezett.
| #  | Település           | Lakosság | Terület   |
| -- | ------------------- | -------- | --------- |
| 1  | Białystok           | 294 830  | 102 km²   |
| 2  | Suwałki             | 69 268   | 65,50 km² |
| 3  | Łomża               | 63 819   | 32,71 km² |
| 4  | Augustów            | 29 971   | 80,93 km² |
| 5  | Bielsk Podlaski     | 27 787   | 26,88 km² |
| 6  | Zambrów             | 22 782   | 19,02 km² |
| 7  | Grajewo             | 22 718   | 18,93 km² |
| 8  | Hajnówka            | 22 159   | 21,29 km² |
| 9  | Sokółka             | 18 945   | 18,61 km² |
| 10 | Łapy                | 16 611   | 11,90 km² |
| 11 | Siemiatycze         | 15 178   | 36,25 km² |
| 12 | Kolno               | 10 772   | 25,08 km² |
| 13 | Mońki               | 10 461   | 7,66 km²  |
| 14 | Czarna Białostocka  | 9 611    | 14,28 km² |
| 15 | Wysokie Mazowieckie | 9 279    | 15,24 km² |
| 16 | Wasilków            | 8 872    | 28,15 km² |
| 17 | Dąbrowa Białostocka | 6 165    | 22,64 km² |
| 18 | Sejny               | 5 971    | 4,49 km²  |
| 19 | Choroszcz           | 5 424    | 16,79 km² |
| 20 | Ciechanowiec        | 4 923    | 26,01 km² |
| 21 | Supraśl             | 4 554    | 5,68 km²  |
| 22 | Brańsk              | 3 800    | 32,43 km² |
| 23 | Michałowo           | 3 621    | 2,15 km²  |
| 24 | Szczuczyn           | 3 576    | 13,23 km² |
| 25 | Knyszyn             | 2 851    | 23,68 km² |
| 26 | Krynki              | 2 709    | 3,85 km²  |
| 27 | Lipsk               | 2 500    | 4,97 km²  |
| 28 | Stawiski            | 2 455    | 13,28 km² |
| 29 | Zabłudów            | 2 396    | 14,30 km² |
| 30 | Szepietowo          | 2 371    |           |
| 31 | Suchowola           | 2 255    | 25,95 km² |
| 32 | Drohiczyn           | 2 092    | 15,68 km² |
| 33 | Nowogród            | 2 014    | 20,55 km² |
| 34 | Jedwabne            | 1 908    | 11,47 km² |
| 35 | Tykocin             | 1 906    | 28,96 km² |
| 36 | Goniądz             | 1 903    | 4,28 km²  |
| 37 | Rajgród             | 1 677    | 35,18 km² |
| 38 | Kleszczele          | 1 438    | 46,71 km² |
| 39 | Suraż               | 980      | 33,86 km² |

## Közigazgatári felosztása
| Járás                | Terület (km²)       | Népesség (2006)     | Főváros             | Városai                                                              | Gminák              |
| Járási jogú városok  | Járási jogú városok | Járási jogú városok | Járási jogú városok | Járási jogú városok                                                  | Járási jogú városok |
| -------------------- | ------------------- | ------------------- | ------------------- | -------------------------------------------------------------------- | ------------------- |
| Białystok            | 102                 | 295,210             |                     |                                                                      | 1                   |
| Suwałki              | 65                  | 69,234              |                     |                                                                      | 1                   |
| Łomża                | 33                  | 63,572              |                     |                                                                      | 1                   |
| Járások              |                     |                     |                     |                                                                      |                     |
| suwalki              | 2,307               | 65,136              | Suwałki             | Bakałarzewo, Filipów, Jeleniewo, Przerośl, Raczki, Wigry, Szypliszki | 9                   |
| sokólka-i            | 2,054               | 72,424              | Sokółka             | Dąbrowa Białostocka, Suchowola, Krynki                               | 10                  |
| bielski              | 1,385               | 60,047              | Bielsk Podlaski     | Brańsk                                                               | 8                   |
| wysokie mazowieckiei | 1,288               | 59,719              | Wysokie Mazowieckie | Ciechanowiec, Szepietowo                                             | 10                  |
| augustówi            | 1,658               | 58,966              | Augustów            | Lipsk                                                                | 7                   |
| łomża-i              | 1,354               | 50,887              | Łomża               | Nowogród, Jedwabne                                                   | 9                   |
| grajewo-i            | 967                 | 50,120              | Grajewo             | Szczuczyn, Rajgród                                                   | 6                   |
| siemiatycze-i        | 1,460               | 48,603              | Siemiatycze         | Drohiczyn                                                            | 9                   |
| hajnowka-i           | 1,624               | 48,130              | Hajnówka            | Kleszczele                                                           | 9                   |
| zambrówi             | 733                 | 44,798              | Zambrów             |                                                                      | 5                   |
| móńki                | 1,382               | 42,960              | Mońki               | Knyszyn, Goniądz                                                     | 7                   |
| kolno-i              | 940                 | 39,676              | Kolno               | Stawiski                                                             | 6                   |
| białystoki           | 2,985               | 136,797             | Białystok           | Wasilków, Supraśl, Zabłudów, Tykocin, Suraż                          | 15                  |
| sejny-i              | 856                 | 21,331              | Sejny               |                                                                      | 5                   |